# Styrax officinalis
Lo storace (Styrax officinalis L., 1753) è una pianta angiosperma dicotiledone della famiglia delle Stiracacee. È chiamato anche stirace o mella bianca. È l'unica specie ad areale europeo del genere che comprende oltre un centinaio di specie prevalentemente a distribuzione tropicale.

## Descrizione
È una pianta caducifoglia a portamento arbustivo ma arriva anche all'aspetto di alberello; fiorisce in aprile-maggio. I fiori sono bianchi, profumati e dolci portati in infiorescenze a racemo. Porta foglie intere ovate, pelose per peli stellati nella pagina inferiore.

## Distribuzione e habitat
La specie  diffusa in Italia, nella penisola balcanica, in Turchia e in Medio Oriente.

In Italia colonizza macchie e leccete tra 0 e 600 m s.l.m. Si trova in quantità abbondante a nord est di Roma e precisamente nel Parco regionale naturale dei Monti Lucretili, nella Riserva naturale di Monte Catillo e nei pressi del Pozzo del Merro, situato nella riserva a gestione provinciale del Bosco della Gattaceca; ne sono state rilevate altre sporadiche presenze anche in Campania. La pianta è protetta ed è il simbolo del già citato Parco dei Monti Lucretili.

## Usi
Le proprietà officinali della pianta sono pressoché sconosciute in Italia. Da non confondere con la resina dello storace, che è prodotta dalla pianta del Liquidambar orientalis.
La sezione apicoltura dell'Istituto di Zoologia Agraria di Roma ha avviato uno studio, promosso dalla Provincia di Roma, per la produzione di miele.